# El Bared

El bared est une boisson traditionnelle algérienne froide.

## Origine et étymologie
El bared est une spécialité de la ville de Mila, dans le Constantinois. Comme son nom l'indique en arabe algérien, c'est une boisson désaltérante. En effet, en langue arabe, el bared est un adjectif qualificatif signifiant « frais » et « froid ».

## Description
Il s'agit d'un sirop à base de jus de géranium, d'eau, de sucre. Le jus de géranium est en fait l’eau florale de géranium qui provient de la fleur des géraniums Rosat qui ont un feuillage très odorant dès que l’on en froisse les feuilles.